# Leonid Isaakovič Mandel'štam
Leonid Isaakovič Mandel'štam (in russo Леонид Исаакович Мандельштам?; Mosca, 4 maggio 1879 – Mogilev, 27 novembre 1944) è stato un fisico e scienziato sovietico.

## Vita
Leonid Mandel'štam è nato a Mogilev, nell'Impero russo (ora Bielorussia). Studiò all'Università Novorossija di Odessa, ma fu espulso nel 1899 a causa di attività politiche e continuò i suoi studi all'Università di Strasburgo. Rimase a Strasburgo fino al 1914, e tornò con l'inizio della prima guerra mondiale. Gli fu assegnato il Premio Stalin nel 1942. Mandel'štam morì a Mosca.

## Risultati scientifici
L'enfasi principale del suo lavoro era ampiamente considerata la teoria delle oscillazioni, che includeva l'ottica e la meccanica quantistica. Fu un co-scopritore della diffusione combinatoria anelastica della luce utilizzata ora nella spettroscopia Raman . Questa scoperta che ha alterato il paradigma (insieme a G. S. Landsberg) era avvenuta all'Università statale di Mosca solo una settimana prima di una scoperta parallela degli stessi fenomeni di C. V. Raman e K. S. Krishnan. Nella letteratura russa è chiamato "scattering combinatorio di luce" (dalla combinazione di frequenze di fotoni e vibrazioni molecolari) ma in inglese prende il nome da Raman.

## Scoperta della diffusione combinatoria della luce
Nel 1918, Mandel'štam predisse teoricamente la scissione della struttura fine nella diffusione di Rayleigh a causa della diffusione della luce sulle onde termoacustiche. A partire dal 1926, Mandel'štam e Landsberg avviarono studi sperimentali sulla diffusione vibrazionale della luce nei cristalli presso l'Università statale di Mosca. Come risultato di questa ricerca, Landsberg e Mandel'štam scoprirono l'effetto della diffusione combinatoria della luce il 21 febbraio 1928. Presentarono per la prima volta questa fondamentale scoperta in un colloquio il 27 aprile 1928. Pubblicarono brevi rapporti su questa scoperta (con qualche tentativo di spiegazione teorica) in russo e in tedesco e poi ha pubblicato un articolo completo su Zeitschrift für Physik.
Nello stesso anno, anche due scienziati indiani C. V. Raman e K. S. Krishnan osservarono la dispersione anelastica della luce. Raman dichiarò che "lo spettro lineare della nuova radiazione fu visto per la prima volta il 28 febbraio 1928". Pertanto, la diffusione combinatoria della luce è stata osservata da Mandel'štam e Landsberg una settimana prima rispetto a Raman e Krishnan. Tuttavia, secondo il Comitato per il Nobel per la Fisica, Mandel'štam e Landsberg non sono stati in grado di fornire un'interpretazione completa e indipendente della scoperta, poiché solo in seguito hanno citato l'articolo di Raman. Inoltre, le loro osservazioni erano limitate ai cristalli, mentre Raman e Krishnan hanno mostrato l'effetto in solidi, liquidi e vapori, dimostrando così la natura universale dell'effetto. Il metodo di Raman è stato ulteriormente applicato con grande successo in diversi campi della fisica molecolare, ad esempio nell'analisi della composizione di liquidi, gas e solidi, e ha fornito informazioni significative sugli spin nucleari. Quindi, il fenomeno della diffusione della luce divenne noto come diffusione Raman o effetto Raman.
Le lezioni di ottica di Leonid Isaakovič Mandel'štam del 1944 possono essere considerate come l'inizio formale della seconda fase della teoria dei metamateriali DNG.

## Scuola scientifica ed eredità
Mandel'štam fondò una delle due maggiori scuole di fisica teorica in Unione Sovietica (un'altra è dovuta a Lev D. Landau). In particolare, è stato mentore di Igor Y. Tamm, premio Nobel per la fisica che a sua volta è stato mentore di Vitalij Ginzburg che ha anche ricevuto un premio Nobel per la fisica e Andrej Sacharov, il "padre della bomba all'idrogeno sovietico" e un Premio per la pace.
Un cratere sul lato opposto della Luna prende il suo nome.